# UFC Fight Night: MacDonald vs. Thompson
UFC Fight Night: MacDonald vs. Thompson var en MMA-gala som arrangerades av Ultimate Fighting Championship och ägde rum 18 juni 2016 i Ottawa i Kanada. 

## Resultat
1. ↑  Catchweight 117,5 lbs.'"`UNIQ--ref-00000004-QINU`"'